# Àrtam gros
L'àrtam gros (Artamus maximus) és una espècie d'ocell de la família dels artàmids. Habita camp obert i clars del bosc de les muntanyes de Nova Guinea.